# 샘 핀토
샘 핀토(Sam Pinto, 1989년 12월 11일 ~ )는 필리핀의 배우이다.